# Ammun Nitriotul
Ammun, Amun, Abba Amon (în coptă Ⲁⲃⲃⲁ Ⲁⲙⲟⲩⲛ), Ammonas (în greacă: Ἀμμώνας), Amoun (Ἀμοῦν) sau Ammonius Sihastrul (/əˈmoʊniəs/; în greacă Ἀμμώνιος) a fost un ascet creștin din secolul al IV-lea, care a fondat una dintre cele mai renumite comunități monahale din Egipt. El a fost proclamat ulterior sfânt. A fost unul din cei mai venerați asceți din Deșertul Nitria, iar Sfântul Atanasie îl menționează în lucrarea Viața Sfântului Antonie. Numele său este același cu cel al vechiului zeu egiptean Amon.

## Biografie
S-a născut într-o familie de rang înalt și bogată din Egipt. Rămânând orfan, a fost împins de familie să se căsătorească la vârsta de 20 de ani, dar a reușit să-și convingă mireasa să facă, împreună cu el, un jurământ de castitate pentru a duce viața curată propovăduită în Întâia epistolă a lui Pavel către corinteni. Cei doi soți au trăit o viață curată timp de 18 ani, întreținându-se prin cultivarea de balsa. Soții s-au despărțit apoi: Ammun a plecat în pustie, iar soția sa a întemeiat o mănăstire în propria casă. Călugărirea celor doi soți nu a cauzat o rupere totală a relațiilor dintre ei, iar Ammun a continuat să-și viziteze soția călugăriță de două ori pe an.
Ammun s-a retras în valea Scetis din Deșertul Nitria, la sud de lacul Mareotis, și a zidit acolo două chilii, fondând astfel comunitatea monahală Nitria, unde a trăit 22 de ani. Comunitatea monahală Nitria urma regulile monahale ale Sfântului Antonie cel Mare și a ajuns să aibă 5.000 de călugări în perioada ei de maximă înflorire. Se presupune în mod tradițional că, sfătuit de Antonie cel Mare, Avva Ammun a întemeia comunitatea monahală cunoscută sub numele de Kellia, mai la sud de Nitria; acest lucru nu este deloc verificabil, dar este destul de sigur că evlavia și faima lui Ammun a atras alți oameni dornici de călugărie în acea regiune.
Nevoințele sale călugărești l-au făcut să dobândească o mare faimă și s-a spus despre el că era văzător cu duhul. Mai mulți ucenici ai săi sunt menționați în paginile Patericului: Veniamin, Macarie Alexandrinul, Pamvo și Pior. Nu se cunoaște anul morții sale, dar se consideră că a murit la vârsta de 62 de ani. A murit înaintea Sfântului Antonie cel Mare, care i-a adresat o epistolă, pentru că Antonie a afirmat că „a văzut sufletul lui Ammun purtat de îngeri în cer”.
I s-au atribuit în general șaptesprezece sau nouăsprezece Reguli ale ascetismului (κεφάλαια), al căror text original grecesc există în manuscris; ele au fost publicate în secolul al XVII-lea într-o versiune latină de teologul olandez Gerardus Vossius. Lucrarea Douăzeci și două de instituții ascetice a aceluiași Ammun există, de asemenea, în manuscris. O colecție a scrisorilor sale se află în Patrologia Orientalis, volumul 10/6.
Ziua sa de prăznuire este 4 octombrie în bisericile ortodoxe, în bisericile catolice de rit bizantin și în Biserica Romano-Catolică. Sfântul Ammun Nitriotul este sărbătorit de Biserica Ortodoxă Coptă în ziua de 20 pashons.